# Warhammer Fantasy Battle
Warhammer Fantasy Battle, también conocido simplemente como Warhammer, fue un juego de guerra con miniaturas por turnos diseñado por Bryan Ansell, Richard Halliwell, Jervis Johnson y Rick Priestley.
Al igual que en otros juegos de guerra, los jugadores usan modelos en miniatura para representar a los guerreros. El campo de juego es una superficie lisa que incluye modelos de edificios, árboles, colinas y otras características del terreno. Los jugadores se turnan para mover a sus miniaturas por el campo de juego y simular una batalla. Los resultados de las peleas entre las miniaturas están determinados por una combinación de tiradas de dados y aritmética simple. Aunque el sistema se basa principalmente en la guerra medieval, incorpora elementos de fantasía como magos, dragones y hechizos mágicos.
Warhammer fue el primer juego de guerra comercial diseñado para usar modelos propietarios, antes de esto, los conjuntos de reglas de los juegos de guerra en miniatura estaban diseñados para usar modelos genéricos que se podían comprar a cualquier fabricante.
La primera edición del libro de reglas de Warhammer se publicó en 1983, y la gama del juego estuvo en publicación durante treinta años mediante el lanzamiento de miniaturas, libros de reglas y nuevas ediciones de las reglas básicas. La quinta edición ganó el Premio Origins de 1996 en la categoría de «mejor reglamento de juego de miniaturas de fantasía o ciencia ficción».
La octava y última edición del juego se lanzó en julio de 2010, el último suplemento de reglas fue lanzado en 2015 y después fue descatalogado. La primera edición de Warhammer Age of Sigmar de 2015 reemplazó a Warhammer. En 2024, Warhammer volvió como reinicio con el nombre Warhammer The Old World, con una versión nueva de las reglas y nuevas miniaturas.

## Sistema de juego

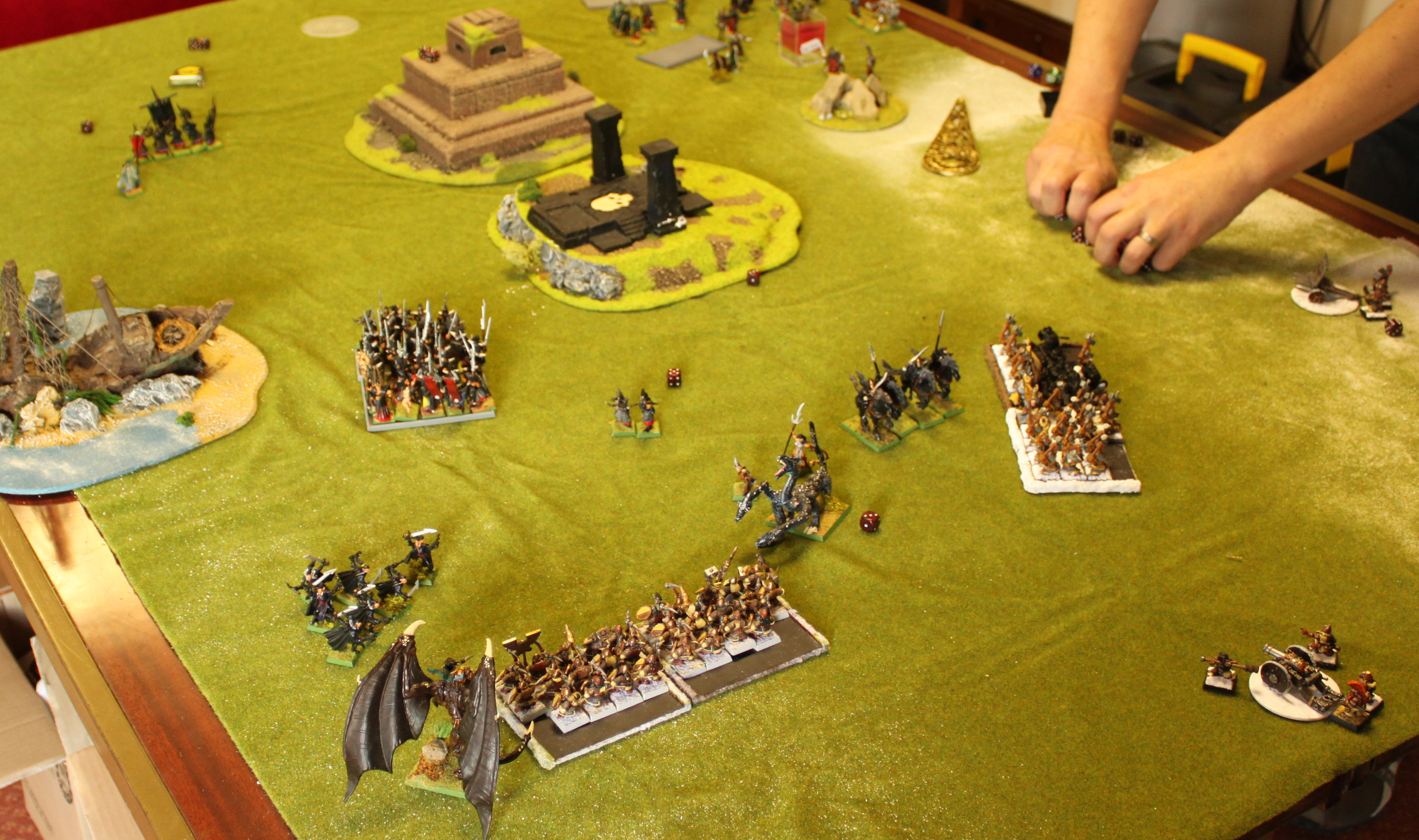
Batalla de Warhammer.

Warhammer es un juego de guerra de mesa en el que dos o más jugadores compiten entre sí con ejércitos de miniaturas de 28 milímetros de altura. Las reglas del juego fueron publicadas en una serie de libros que describen cómo mover las miniaturas por la superficie del juego y simular el combate. La partida se puede jugar en cualquier superficie apropiada, aunque el estándar es una mesa decorada con modelos de escenografía a escala de las miniaturas. Cualquier miniatura individual o grupo de miniaturas similares en el juego se llama "unidad".
Las reglas básicas del juego se suministran en un solo libro, con suplementos para cada ejército (Army Books) que incluyen reglas adicionales y trasfondo para el mismo. El movimiento de las unidades sobre la superficie de juego generalmente se mide en pulgadas, y el rendimiento de combate de las unidades está dictado aleatoriamente por el lanzamiento de un dado de 6 lados o un «dado de dispersión» de 6 lados. Este último se usa a menudo para generar dirección, comúnmente junto a un «dado de artillería», para cañones, y otra artillería, junto con plantillas para calcular el área de efecto de determinadas armas, hechizos o acciones. A cada unidad y opción dentro del juego se le asigna un valor de puntos para fines de equilibrio. Un juego suele tener ejércitos de 750 a 3 000 puntos, aunque son posibles valores más pequeños y más grandes.

## Ambientación

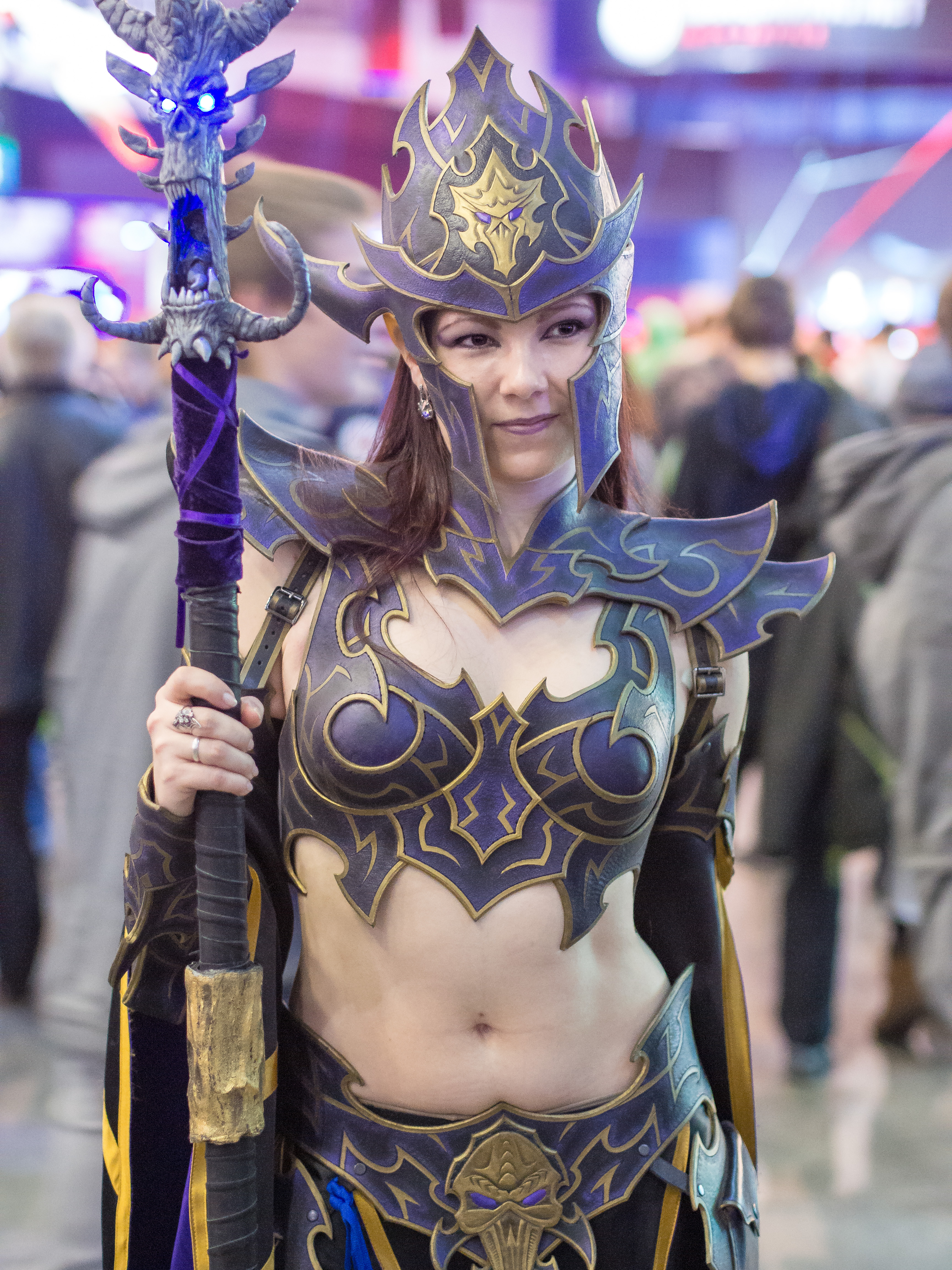
Cosplay de bruja elfa oscura.

Warhammer está basado en otros mundos fantásticos inspirados en la ficción de J. R. R. Tolkien, Poul Anderson o Michael Moorcock. El trasfondo ficticio del juego se desarrolló en los libros de reglas, revistas White Dwarf, la revista Inferno!, y más de 150 novelas ambientadas en el universo de Warhammer. Muchas de estas novelas todavía se imprimen bajo el sello Warhammer Chronicles.
Para promocionar las distintas ediciones del juego, se lanzaba una caja inicial con el reglamento y miniaturas para poder jugar, con las sucesivas ediciones las miniaturas que aparecían en las cajas iniciales se volvían cada vez más detalladas, la séptima edición (2006) fue la primera en titularse como un escenario («El paso de la calavera») en lugar de solo Warhammer Fantasy Battle. Mientras que en la 4ª edición solo se incluían algunas figuras de lanceros y arqueros altos elfos más algunos recortes de cartón para la figura del general y una máquina de guerra, la 8ª edición contenía un ejército mucho más variado con distintos tipos de figuras.

### Ejércitos
Hay una serie de ejércitos jugables para Warhammer, que son representativos de una u otra de las facciones o razas que están presentes en el mundo de Warhammer. Durante las primeras ediciones del juego, los distintos ejércitos se incluían en un mismo libro, a partir de la 4ª edición se publicaron libros individuales para cada ejército.
Los ejércitos existentes en Warhammer en la octava edición eran:
- Altos elfos.
- Bretonia.
- Condes vampiro.
- Demonios del Caos.
- Elfos oscuros.
- Elfos silvanos.
- Enanos.
- Guerreros del Caos.
- Hombres bestia.
- Hombres lagarto.
- Imperio.
- Orcos y goblins.
- Reinos ogros.
- Reyes funerarios de Khemri.
- Skavens.

Anteriormente a la octava edición había disponibles algunos ejércitos más como Enanos del Caos, Mercenarios o Kislev.

## Ediciones
En noviembre de 1981 se publicó la segunda edición del juego Reaper escrito por Richard Halliwell y Rick Priestley, considerado el antecesor de Warhammer Fantasy Battle aunque era más bien un juego de pequeña escala.

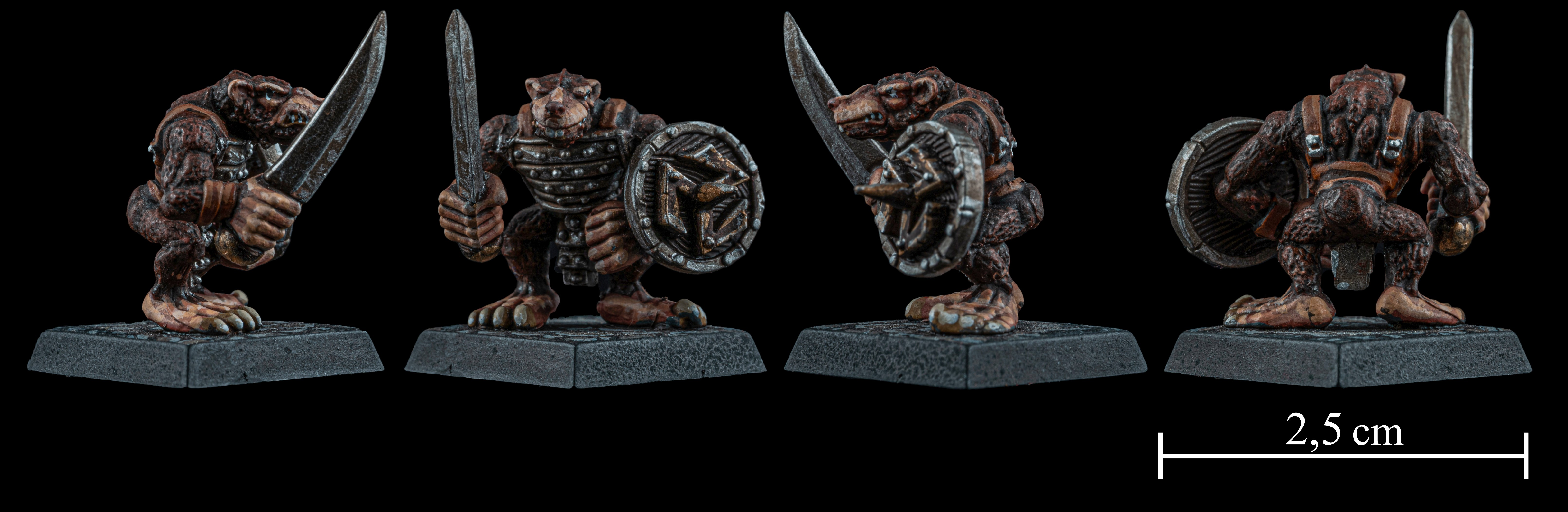
Skavens.

La primera edición, escrita por Bryan Ansell, Richard Halliwell y Rick Priestley fue publicado en 1983 como Warhammer The Mass Combat Fantasy Role-Game  y consistía en una caja de tres libros en blanco y negro ilustrados por Tony Ackland, que contenían las reglas básicas para juegos de guerra, magia, atributos de personajes y reglas para el juego de rol.
La segunda edición fue lanzada en enero de 1985, incluía tres libros Combat (combate), Battle Magic (magia de batalla) y Battle Bestiary (bestiario de batalla), con ilustraciones a todo color de John Blanche.No hubo mucho cambio de reglas.
La tercera edición se publicó en 1987 en un único tomo de reglas, con un sistema de movimiento muy complejo y la aparición de tropas especializadas, reglas para máquinas de guerra. Por primera vez se publicaron todas las listas de ejército en 1988 en un único tomo, con varias expansiones adicionales.
La cuarta edición se publicó en octubre de 1992, fue la primera que incluía una caja con miniaturas para jugar.Las reglas fueron rescritas completamente. También fue la primera edición en la que se publicaron listas de ejército independientes para cada ejército en libros, junto con fotografías y trasfondo. Esta fue la primera versión que salió publicada en español en 1994.
La quinta edición fue publicada en octubre de 1996 y era muy similar a la cuarta. El sistema de magia fue rescrito y publicado en diciembre de 1996 en una caja para todos los ejércitos.Esta edición ganó el Premio Origins de 1996 en la categoría de mejor reglamento de juego de miniaturas de fantasía o ciencia ficción. Si bien recibió críticas por centrarse excesivamente en el poder de los personajes.
La sexta edición fue publicada en el año 2000 en una caja que incluía un reglamento y miniaturas (orcos e imperio). Esta edición, enfatizó de nuevo la importancia de las tropas y un nuevo sistema de magia mediante dados.
La séptima edición, llamada «El paso de la calavera», fue lanzada en septiembre de 2006, disponible tanto en caja con miniaturas (enanos y goblins) como a la venta por separado.
La octava y última edición, llamada «Isla de Sangre», fue lanzada en julio de 2010 en caja con miniaturas (altos elfos y skaven).Tras esto se lanzaron varios suplementos entre 2011 y 2013. En 2014 y 2015 se publicaron una serie de libros denominados Fin de los Tiempos que resumían un evento en el cual todos los personajes importantes del mundo de Warhammer aparecían en ellos y el mundo desaparecía para dar paso a Warhammer Age of Sigmar.
En enero de 2024 fue lanzado Warhammer The Old World, pero Games Workshop no lo introdujo como una novena edición del juego sino como un juego independiente similar a anteriores ediciones.

## Juegos derivados
Han sido publicados diversos juegos con mayor o menor parecido a Warhammer:

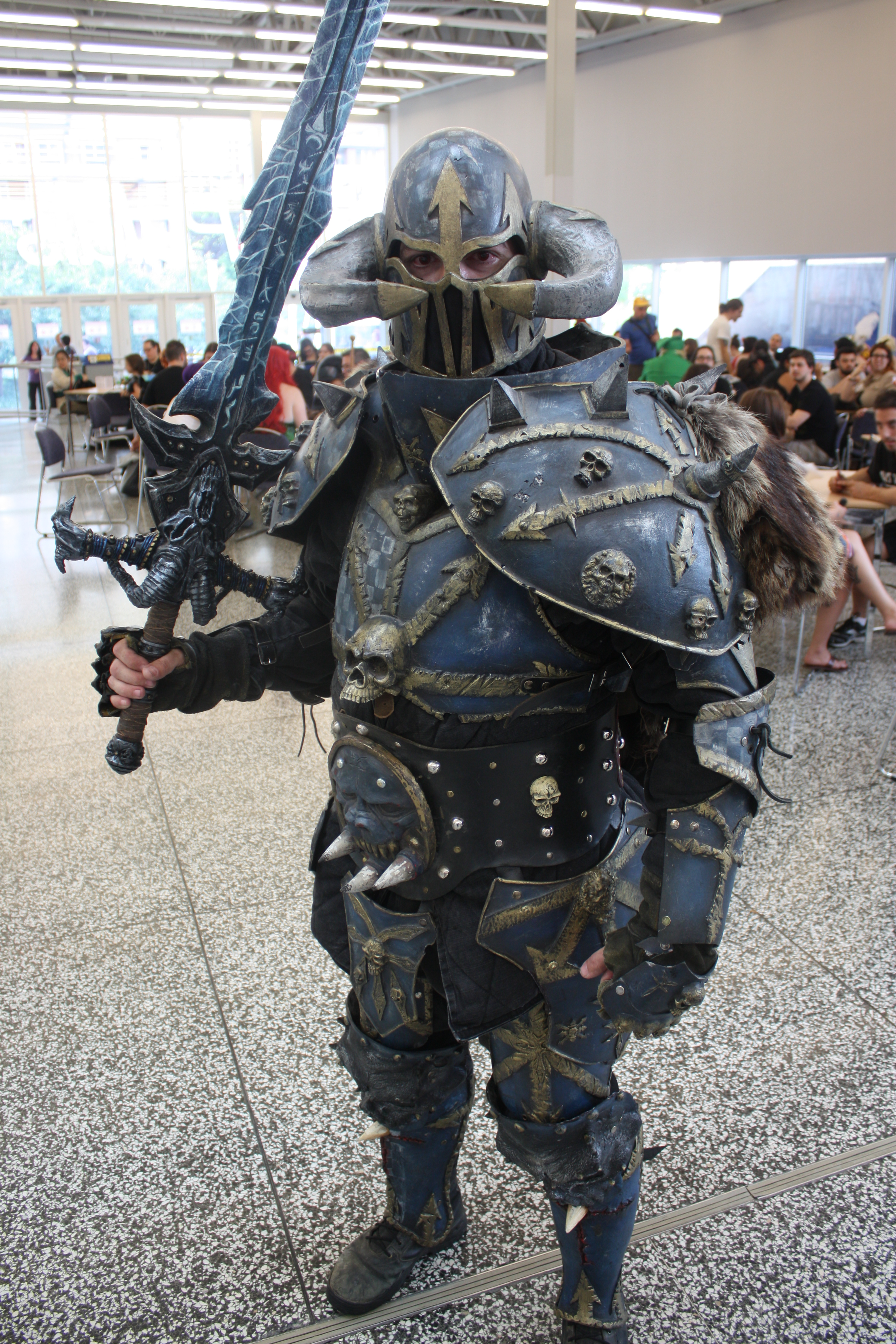
Cosplay de guerrero del Caos.

- Warhammer Ancient Battles (también conocido como "WAB"), publicado en 1998, batallas entre ejércitos del mundo real de la época antigua y medieval.[46] En 2012 el juego desapareció tras cerrar la web Warhammer Historical.[47]
- Warhammer 40 000, publicado en 1987, una versión de Warhammer ambientada en el año 40 000.[48] En junio de 2023 se publicó la 10ª edición.[49]
- La primera edición de Blood Bowl usaba las reglas de Warhammer , desde entonces evolucionó hacia un distinto reglamento.[50] En 2020 se publicó la denominada "Second Season".[51]
- Mordheim, es un juego de escaramuzas publicado en 1999 ambientado 500 años antes de los sucesos de Warhammer , descatalogado en 2014.[52]
- Warhammer, el juego de rol, es un juego de rol publicado en 1986.[53] En 2017 Games Workshop junto con Cubicle 7 lanzó la cuarta edición.[54]
- Warmaster, publicado en 2005 representa batallas grandes usando la escala de 10 mm.[55] En 2012 el juego desapareció tras cerrar la web Warhammer Historical.[47]
- Chaos Marauders, juego de cartas publicado en 1987.[56] En 2009 Fantasy Flight Games publicó la 2ª edición.[57]
- Man O' War, juego de tablero naval publicado en 1993 y descatalogado en 1995.[58]
- Warhammer Quest, juego de tablero similar al HeroQuest publicado en 1995 y descatalogado en 1998.[59]
- Chaos in the Old World, juego de tablero publicado por Fantasy Flight Games en 2009.[60]
- Warhammer Quest, juego de cartas publicado en 2015.[61]

## Videojuegos
Los siguientes videojuegos están ambientados en Warhammer:

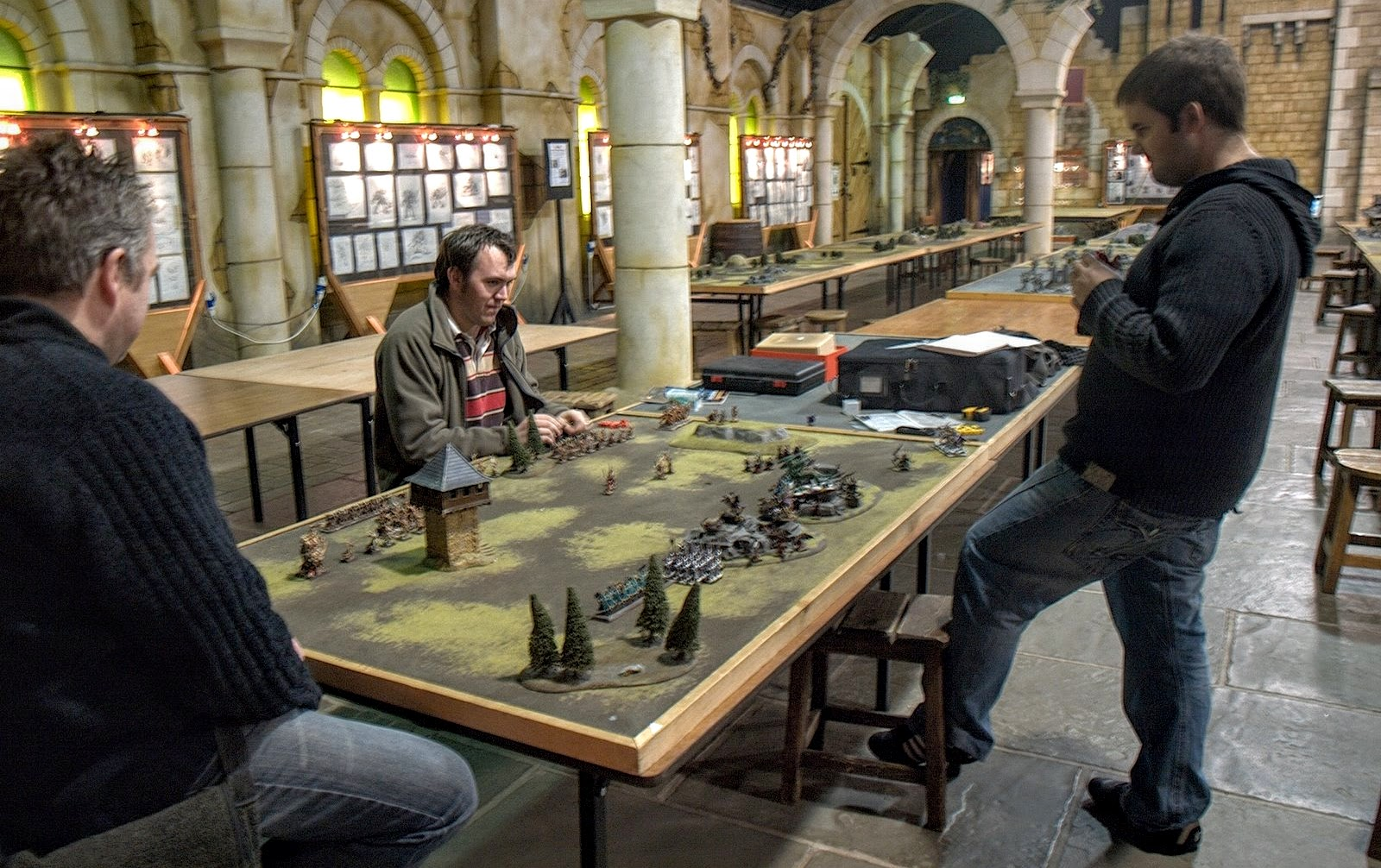
Partida de Warhammer en la sede de Games Workshop.

- HeroQuest: Adaptación del juego de tablero publicado en 1991 por Gremlin Interactive para MS-DOS, Amiga, Amstrad CPC, Atari ST, Commodore 64 y Sinclair ZX Spectrum.[62]
- HeroQuest II: Legacy of Sorasil: Secuela del anterior publicado en 1994 por Gremlin Interactive para Amiga y AmigaCD32.[62]
- La Sombra de la Rata Cornuda: Juego de batallas publicado en 1995 por Mindscape para Windows y PlayStation.[63]
- Dark Omen: Secuela del anterior publicado en 1998 por Electronic Arts para Windows y PlayStation.[64]
- Warhammer: La marca del Caos: Juego de batallas publicado en 2006 por Black Hole Entertainment para Windows y Xbox 360.[65]
- Warhammer Online: Age of Reckoning: Videojuego de rol multijugador masivo en línea publicado en 2008 por Electronic Arts para Windows y macOS.[66]
- Warhammer Quest: Juego de rol por turnos publicado en 2013 por Rodeo Games para iOS, Windows, GNU/Linux, macOS, Android, PlayStation 4, Xbox One, Nintendo Switch.[67]
- Warhammer: Snotling Fling: Juego de puzzles publicado por Wicked Witch Software en 2015 para iOS y Android.[68]
- Warhammer: Arcane Magic: Juego por turnos publicado por Turbo Tape Games en 2015 para iOS, Android y Windows.[69]
- Warhammer: End Times – Vermintide: Videojuego de disparos en primera persona publicado en 2016 por Fatshark para Windows, PlayStation 4 y Xbox One.[70]
- Total War: Warhammer: Juego de estrategia por turnos publicado en 2016 por Sega para Windows, GNU/Linux y macOS.[71]
- Man O' War Corsair: Juego de aventuras publicado en 2016 por Evil Twin Artworks en Steam.[72]
- Total War: Warhammer II: Publicado en 2017 por Sega, secuela del publicado en 2016, para Windows, GNU/Linux y macOS.[73]
- Warhammer Quest 2: The End Times: Juego táctico de rol publicado en 2017 por Perchang Games para iOS, Android, Windows, macOS, Xbox One, Nintendo Switch, PlayStation 4.[74]
- Warhammer: Doomwheel: Juego corredor sin fin publicado en 2018 por Katsu Entertainment para iOS y Android.[75]
- Warhammer: Vermintide 2: Publicado en 2018 por Fatshark para Windows, PlayStation 4, Xbox One y Xbox Series X/S, secuela del publicado en 2016.[76]
- Warhammer: Chaos & Conquest: Videojuego de rol multijugador masivo en línea publicado en 2018 por Tilting Point para iOS, Android y Windows.[77]
- Warhammer: Chaosbane: Juego de rol publicado en 2019 por Eko Software para Windows, PlayStation 4, PlayStation 5, Xbox One y Xbox Series X/S.[78]
- Warhammer: Odyssey: Juego de batallas publicado en 2021 por Virtual Realms para iOS y Android.[79]
- Total War: Warhammer III: Publicado por Sega en 2022 para Windows, GNU/Linux y macOS.[80]